# Achaghi Aybasanli
Achaghi Aybasanli est un village de la région de Fizouli en Azerbaïdjan.

## Histoire
En 1993-2020, Achaghi Aybasanli était sous le contrôle des forces armées arméniennes. Le 17 octobre 2020, la région de Fizouli, y compris le village d'Achaghi Aybasanli a été rétrocédée à l'Azerbaïdjan.

## Économie
La principale occupation de la population du village est l'agriculture et l'élevage.